# Show Low
Show Low és una població dels Estats Units a l'estat d'Arizona. Segons el cens del 2007 tenia 11.763 habitants.

## Demografia
Segons el cens del 2000, Show Low tenia 7.695 habitants, 2.885 habitatges, i 2.117 famílies La densitat de població era de 106,6 habitants/km².
Dels 2.885 habitatges en un 34,8% hi vivien nens de menys de 18 anys, en un 58,2% hi vivien parelles casades, en un 11,1% dones solteres, i en un 26,6% no eren unitats familiars. En el 21,9% dels habitatges hi vivien persones soles el 9,5% de les quals corresponia a persones de 65 anys o més que vivien soles. El nombre mitjà de persones vivint en cada habitatge era de 2,64 i el nombre mitjà de persones que vivien en cada família era de 3,07.
Per edats la població es repartia de la següent manera: un 29,2% tenia menys de 18 anys, un 7,4% entre 18 i 24, un 24,9% entre 25 i 44, un 23,5% de 45 a 60 i un 15% 65 anys o més.
L'edat mediana era de 37 anys. Per cada 100 dones de 18 o més anys hi havia 88,5 homes.
La renda mediana per habitatge era de 32.356 $ i la renda mediana per família de 36.397 $. Els homes tenien una renda mediana de 28.882 $ mentre que les dones 24.590 $. La renda per capita de la població era de 15.536 $. Aproximadament l'11,7% de les famílies i el 15% de la població estaven per davall del llindar de pobresa.

## Poblacions més properes
El següent diagrama mostra les poblacions més properes.